# My Bloody Valentine 3D
My Blood Valentine 3D (bra: Dia dos Namorados Macabro, ou Dia dos Namorados Macabro 3D; prt: São Valentim Sangrento 3D) é um filme de terror americano de 2009 e um remake do filme homônimo canadense. O filme é dirigido por Patrick Lussier e estrelado por Jensen Ackles e Jaime King, quando no dia dos namorados vinte e duas pessoas foram brutalmente assassinadas. O filme, que teve estréia nos Estados Unidos em 16 de janeiro de 2009, rendeu cerca de 50 milhões de dólares em sua estréia e mais de 100 milhões de dólares mundialmente.

## Sinopse
Em Harmony, Tom Hanniger, um inexperiente minerador de carvão, causou um acidente nos túneis que prendeu e matou cinco homens, deixando Harry Warden como único sobrevivente que ficou em coma permanente. Exatamente um ano depois, no Dia dos Namorados, ele acordou, com sede de vingança, e assassinou brutalmente vinte e duas pessoas com uma picareta e depois foi assassinado.
Dez anos depois, Tom retorna no Dia dos Namorados, ainda assombrado pelas mortes que causou no passado. Com intenção de fazer concertos, ele se vê envolvido por sentimentos mal resolvidos por sua ex-namorada, Sarah, que agora está casada Axel, o xerife da cidade, que 10 anos antes odiava Tom por ele namorar Sarah. Mas, à noite, algo sombrio do passado de Harmony retornou, usando uma máscara de minerador e armado com uma picareta, um incansável assassino está a solta. E com suas pegadas cada vez mais próximas, Tom, Sarah e Axel percebem que esse terror pode ser novamente causado por Harry Warden, que retornou para uma nova vingança.

## Elenco
- Jensen Ackles como Tom Hanniger[6]
- Jaime King como Sarah Palmer[7]
- Kerr Smith como Axel Palmer
- Edi Gathegi como Deputy Martin
- Tom Atkins como Burke
- Betsy Rue como Irene Sparco
- Kevin Tighe como Ben Foley
- Marc Macaulay como Riggs Waldford
- Megan Boone como Megan Martins
- Richard John Walters como Harry Warden
- Gabriela de Sena como ela mesma
- Selene Luna como Selene

## Produção
As filmagens decorreram em South Western na Pensilvânia e aproveitou os benefícios fiscais que o Estado oferece como incentivo à produção cinematográfica, assim como a versatilidade arquitetônica da zona metropolitana de Pittsburg. As filmagens começaram a 11 de maio de 2008 em Armstrong. 13 dias de filmagens decorreram numas minas nos arredores de Pittsburg que estão desativadas desde os anos 60. Este foi o primeiro filme classificado R (maiores de 18) a ser projetado com tecnologia Real D.

## Críticas
O filme recebeu geralmente críticas mistas e positivas por parte dos críticos. Rotten Tomatoes relata que 60% de 100 críticos deram ao filme uma crítica positiva, com uma média de avaliação de 5,8 de 10. No entanto, a sua recepção foi relativamente melhor do que o filme original de 1981, que tinha apenas 40% de opiniões positivas. No Metacritic, o filme recebeu uma pontuação média de 51 com base em 11 avaliações.